# Кубок світу ФІФА (трофей)
Кубок світу ФІФА — трофей, який вручають команді-переможцю чемпіонату світу з футболу, який проходить кожні 4 роки. З моменту першого вручення переможцю футбольного мундіалю 1930 року збірній команді Уругваю трофей двічі змінював свій зовнішній вигляд.
Так, з 1930 до 1970 року найкращій футбольній збірній світу вручали чашу з фігурою богині перемоги. До 1946 року цей трофей мав назву Вікторія, однак 1946 року ФІФА перейменувала його на Кубок Жуля Ріме, відзначивши заслуги Жуля Ріме, який обіймаючи посаду президента організації, став засновником світових футбольних чемпіонатів.
З 1974 року збірні команди борються за новий трофей — Трофей Кубка світу ФІФА. Останнім його володарем є збірна Аргентини — переможець чемпіонату світу 2022 у Катарі.

## Кубок Жуля Ріме
Трофей під назвою Вікторія, який вручали переможцеві чемпіонату світу з футболу, виготовив 1930 року французький скульптор Абель Лафлер. Кубок має вигляд восьмигранної золотої чаші, підтримуваної фігурою богині перемоги, з основою з напівдорогоцінного каміння. Уперше трофеєм було нагороджено футбольну збірну Уругваю — першого чемпіона світу з футболу.
1938 року трофей вдруге у своїй історії виборола італійська збірна. Побоюючись конфіскації кубка, віцепрезидент ФІФА італієць Отторіно Барассі таємно вивіз Вікторію з банківського сейфа у Римі, де зберігався трофей, й протягом Другої світової війни ховав його під власним ліжком.
У 1946 році, відзначаючи важливу роль Жуля Ріме в організації та проведенні футбольних світових першостей, трофей отримав нову назву і став називатися Кубком Жуля Ріме.

## Кубок світу ФІФА
1970 року на зміну кубкові Жуля Ріме прийшов оновлений Кубок світу ФІФА. Причиною заміни трофею стала перемога збірної Бразилії на чемпіонаті світу 1970, яка стала третім чемпіонством команди, таким чином кубок Жуля Ріме було назавжди залишено у Бразилії. Новий трофей було виготовлено з 18-каратного золота з базою з двох шарів малахіту. На основі кубка гравіюються назви країн, збірні яких здобували титул, починаючи з чемпіонату світу 1974.

## Статистика
| Команда   | Кубок Жуля Ріме | Кубок світу ФІФА | Загалом |
| --------- | --------------- | ---------------- | ------- |
| Бразилія  | 3               | 2                | 5       |
| Італія    | 2               | 2                | 4       |
| Німеччина | 1               | 3                | 4       |
| Уругвай   | 2               | 0                | 2       |
| Аргентина | 0               | 3                | 3       |
| Франція   | 0               | 2                | 2       |
| Англія    | 1               | 0                | 1       |
| Іспанія   | 0               | 1                | 1       |
| Загалом   | 9               | 13               | 22      |